# 塞西莉亞·岡薩雷斯·戈麥斯
塞西莉亞·岡薩雷斯·戈麥斯（英語：Cecilia González Gómez，1961年5月28日—2017年1月3日），是一名墨西哥政治家，革命制度党党员。她曾代表哈利斯科州，担任第62届墨西哥国会众议员。
2017年1月3日，她因严重心脏病去世，享年55岁。